# نانسی دوپری
نانسی هاتچ دوپری (به انگلیسی: Nancy Hatch Dupree) (زاده ۳ اکتبر ۱۹۲۷ - درگذشته ۹ سپتامبر ۲۰۱۷) افغانستان‌شناس مشهور آمریکایی، مدیر هیئت مرکز پژوهش‌های افغانستان در دانشگاه کابل و مؤلف پنج کتاب درباره افغانستان بود. وی متخصص و پژوهشگر تاریخ، هنر و باستان‌شناسی بود و ۵۵ سال از عمر خویش را صرف مستندسازی و حفظ آثارباستانی افغانستان نمود. نانسی در سال ۱۳۴۱ به همراه همسرش لویس دوپری که وی نیز باستان‌شناس و محقق فرهنگ و تاریخ افغانستان بود به افغانستان آمد و به فعالیت کاوش و پژوهش باستان‌شناسی در سراسر این کشور پرداخت.
نانسی دوپری بالاترین مدال دولت افغانستان، «مدال دولتی مَلاَلی» را به‌خاطر تلاش‌های دوام‌دارش برای حفظ میراث فرهنگی افغانستان و آموزش دریافت نمود.

## زندگی‌نامه
نانسی هاتچ دوپری متولد ۳ اکتبر ۱۹۲۷ در کوپرزتاون، نیویورک است و همسر لوئی دوپری، باستان‌شناس سرشناس آمریکایی و پژوهشگر فرهنگ و تاریخ افغانستان است. وی مدرک کارشناسی خود را از کالج برنارد، مدرک کارشناسی ارشد را در رشته هنر چینی از دانشگاه کلمبیا و دو دکترای افتخاری نیز از دانشگاه ویلیام و دانشگاه آمریکایی افغانستان دریافت کرده‌است. در سال ۱۳۴۱ به همراه همسرش به افغانستان آمد و به پژوهش و کاوش و حفظ آثار باستانی افغانستان پرداخت. در زمان جنگ‌های داخلی به پیشاور پاکستان مهاجرت کرد و فعالیت خود را در آنجا ادامه داد. در زمان حضور در پاکستان وی گزارش‌ها و پژوهش‌های سازمان‌های غیردولتی، سازمان‌های بشر دوستانه و نمایندگی‌های سازمان ملل را به منظور فراهم کردن اطلاعات به منظور هماهنگی کمک‌های بشر دوستانه برای مهاجرین افغانستانی انجام می‌داد. وی سال‌ها برای حفاظت از آثار باستانی افغانستان در زمان جنگ‌های داخلی افغانستان تلاش کرد و در زمان سقوط طالبان تلاش‌های فراوانی برای بازگردانی آثار غارت شده به افغانستان انجام داد. وی پس از سقوط طالبان یک ساختمان جدید با طراحی قدیمی را در محوطه دانشگاه کابل به نام «مرکز منبع معلومات افغانستان» ایجاد کرد که روزانه پذیرای ده‌ها دانشجوی دانشگاه کابل و محققان افغان است. این مرکز شامل بیش از ۱۵۰ هزار سند در مورد افغانستان است که به یکی از مراکز مهم در عرصه تحقیق و پژوهش در خصوص افغانستان به‌شمار می‌رود. وی پنج کتاب راهنمای مسافران در خصوص راه‌ها، آداب و رسوم مردم افغانستان در شهرهای مختلف به چاپ رسانده‌است.

## درگذشت
خانم دوپری به دلیل کهولت سن دارای بیماری قلب، کلیه و شش بود که سال‌ها با آن مبارزه کرد. خانم دوپری حوالی ساعت ۳:۲۰ دقیقه بامداد، یکشنبه ۱۹سنبله/شهریور ۱۳۹۶، ۱۰ سپتامبر ۲۰۱۷ به دلیل بیماری و کهولت سن در بیمارستان امیری کابل درگذشت. وی به هنگام مرگ ۹۰ سال داشت.

## آثار
از وی مقالات و آثار متعددی در رسانه‌های بین‌المللی چاپ شده و مقالات زیادی نیز در خصوص افغانستان و چالش‌های پیش روی زنان نیز نوشته‌است. علاوه بر آن پنج کتاب دربارهٔ راهنمای سفر به افغانستان نوشته و از مهم‌ترین آثار وی می‌توان به راهنمای موزه ملی افغانستان اشاره کرد. از ماندگارترین میراث وی می‌توان به مرکز معلومات افغانستان اشاره کرد که در سال ۱۳۸۵خ در دانشگاه کابل راه اندازی شد.
دیگر آثار وی:
- راهنمای تاریخ افغانستان (An Historical Guide to Afghanistan) (۱۹۷۲)
- راهنمای تاریخ کابل (An Historical Guide to Kabul)
- راهنمای موزیم ملی (A Guide to the National Museum)